# Kanton Saint-Dier-d'Auvergne
Saint-Dier-d'Auvergne is een voormalig kanton van het Franse departement Puy-de-Dôme. Het kanton maakte deel uit van het arrondissement Clermont-Ferrand. Het werd opgeheven bij decreet van 21 februari 2014, met uitwerking op 22 maart 2015. De gemeenten werden verdeeld over de kantons Les Monts du Livradois en Billom.

## Gemeenten
Het kanton Saint-Dier-d'Auvergne omvatte de volgende gemeenten:
- Ceilloux
- Domaize
- Estandeuil
- Fayet-le-Château
- Saint-Dier-d'Auvergne (hoofdplaats)
- Saint-Flour
- Saint-Jean-des-Ollières
- Tours-sur-Meymont
- Trézioux